# Presidio de Monterey

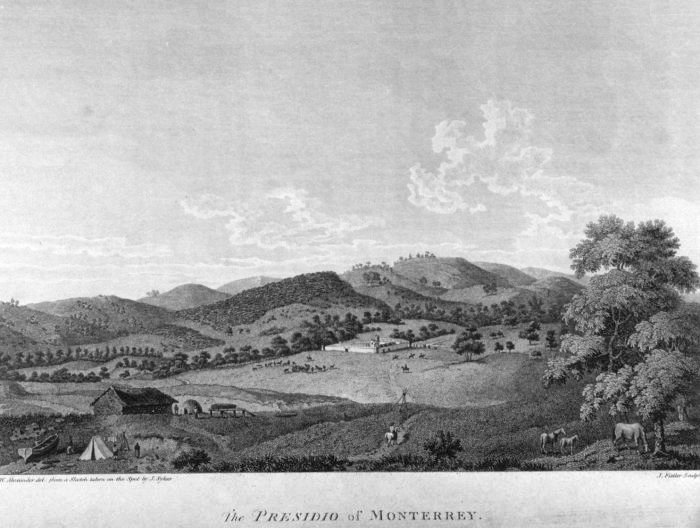
Le Presidio de Monterey
aux environs de 1791.

Le Presidio de Monterey, situé à Monterey, en Californie, aux États-Unis d'Amérique, est une installation de l'armée de terre américaine qui abrite aussi le Defense Language Institute Foreign Language Center (DLI-FLC). Mais c'était au départ un fort militaire construit par les Espagnols en 1770 dans le but de protéger le troisième district militaire. Le seul bâtiment restant de cette époque est la chapelle.

## Histoire

### Presidio Reál de San Carlos de Monterey
En 1768, le visitador (inspecteur général) de Nouvelle-Espagne, José de Gálvez reçoit les ordres suivants: "Occuper et fortifier San Diego et Monterey pour Dieu et le Roi d'Espagne." Deux ans après, une petite expédition, conduite par le capitaine Gaspar de Portolà et le Père Junípero Serra, prend officiellement possession pour l'Espagne, de ce qui est aujourd'hui la Californie centrale, par l'établissement d'El Presidio Reál de San Carlos de Monterey et de la Mission San Carlos Borromeo de Carmelo. Les actes de Portolà sont dictés par les craintes de l'Espagne que d'autres nations — en particulier la Russie — n'aient des desseins quant à son empire du Nouveau Monde. L'Espagne se mobilise afin d'occuper cette portion de la côte ouest de l'Amérique qu'elle avait précédemment négligé. Le port de Monterey, qui avait été découvert et cartographié un siècle plus tôt par l'explorateur espagnol, Sebastián Vizcaíno, était prêt pour la colonisation et l'édification de fortifications militaires.
Monterey devient l'un des presidios, ou "fort royaux," construits par l'Espagne sur ce qui est aujourd'hui l'ouest des États-Unis. Les autres fortification espagnoles construites en Californie le sont à San Diego (El Presidio Real de San Diego) construit en 1769, San Francisco (El Presidio Real de San Francisco) en 1776, Santa Barbara (El Presidio Real de Santa Bárbara) en 1782. Le 20 novembre 1818 le corsaire Hippolyte de Bouchard, connu plus tard sous le nom de "California's only pirate" pille le fort. Le Presidio de Monterey connait des hauts et des bas au cours du temps: il est déplacé, abandonné et réactivé à plusieurs reprises. Le seul vestige actuel de l'installation initiale est la Royal Presidio Chapel (en). À trois reprises au moins, il a été pris dans le tourbillon de l'histoire, mais il est toujours réapparu sous une nouvelle forme, un nouveau maître et une nouvelle mission — d'abord les Espagnols, puis les mexicains et finalement les Américains.

### Fort Mervine

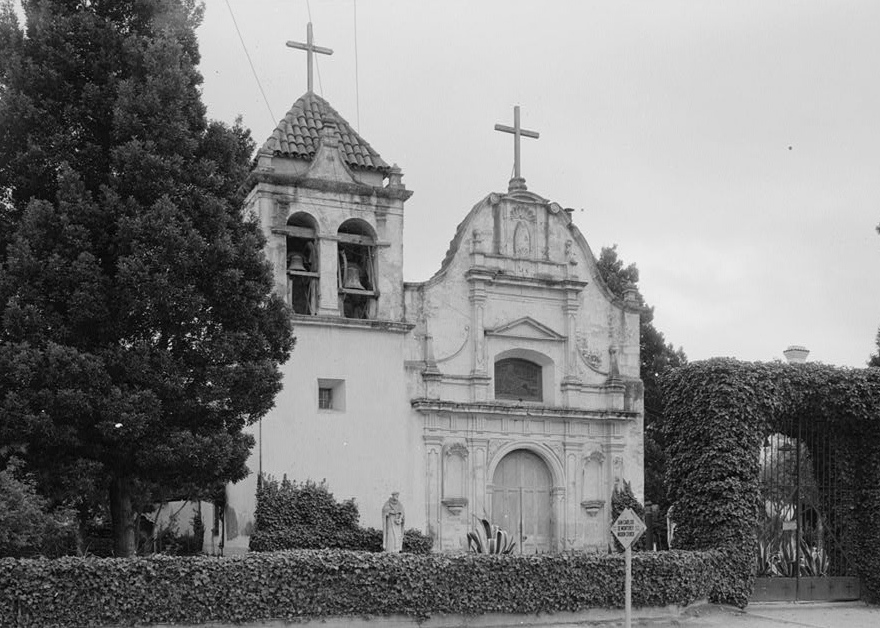
Chapelle du Real Presidio de Monterey.

Les Américains prennent le contrôle de la région en 1846 lors de la guerre américano-mexicaine lorsque le commodore John D. Sloat, de l'U.S. Navy, débarque à Monterey et prend possession du territoire et de son Presidio au nom des États-Unis. Il y laisse une petite garnison de Marines qui déplace et aménage les défenses du fort afin de mieux protéger la ville et son port. Le Presidio est renommé Fort Mervine en l'honneur du Capitaine William Mervine (en), qui commandait l'un des navires de l'escadre de Sloat.
Le Presidio original était constitué d'un carré de constructions en adobe situé dans les environs de ce qui est aujourd'hui le centre de Monterey. La mission du fort, la Royal Presidio Chapel (en), est toujours restée en activité depuis sa fondation en 1770 par Junípero Serra. Sur une colline surplombant le port de Monterey, se trouve un rempart qui est le seul lien entre le site original et le site actuel. Ce rempart était l'emplacement d'un canon qui défendait le port.
La fin de la guerre américano-mexicaine et la découverte d'or en Californie mettent un terme à la présence militaire à Monterey. En may 1848, la nouvelle de la découverte d'or parvient à Monterey et une bonne partie du personnel militaire déserte pour répondre à l'appel des champs aurifères. En 1865, dans les derniers mois de la guerre de Sécession, le vieux fort reprend vie avec l'arrivée de 6 officiers et de 156 hommes, mais il est à nouveau abandonné en 1866.
En 1902, un régiment d'infanterie arrive à Monterey avec pour mission d'y construire une caserne permettant d'accueillir un escadron de cavalerie. Les troupes emménagent dans les nouvelles constructions en bois, officiellement nommées Ord Barracks, en juin 1903, ainsi nommées en l'honneur du Général Edward Ord qui servit lors de la guerre de Sécession. Cependant, afin de perpétuer le nom de l'ancienne base militaire espagnole établie par Portolà 134 années auparavant, le département de la Guerre rebaptise la caserne Presidio of Monterey.

### Presidio of Monterey

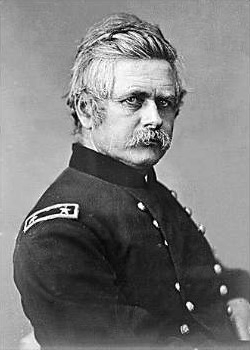
Général Edward Ord.

Une école de fusillers est installée au Presidio de 1904 à 1911, puis une école de cuisiniers de 1914 à 1917. En 1917, l'Armée acquiert une propriété de 64 km2 dans la baie comme terrain d'exercice. Cette nouvelle acquisition reçoit le nom de Camp Ord en 1939 puis devient Fort Ord en 1940, ainsi nommé en hommage au général Edward Ord qui servit lors de la guerre de Sécession.
Entre 1919 et 1940, le Presidio accueille principalement des unités de cavalerie et d'artillerie. Cependant l'éclatement de la Seconde Guerre mondiale marque la fin de la cavalerie à cheval et ses troupes quittent Monterey.
Depuis 1946, le Presidio lui-même devient une annexe de Fort Ord. Puis le 1er octobre 1994, la situation change lorsque Fort Ord ferme, le Presidio of Monterey redevient une installation autonome, dont les installations de Fort Ord seront nommées Presidio Annex.

### Defense Language Institute
En 1946, le Military Intelligence Service Language School (MISLS) (école de langues du renseignement militaire) emménage au Presidio of Monterey et est rebaptisé Army Language School (ALS) (école de langues de l'Armée). En juin 1963, l'Army Language School est renommée Defense Language Institute (DLI) (institut de langues de la Défense).
En 1976, le Defense Language Institute, devient le Defense Language Institute Foreign Language Center (DLI-FLC) (Centre des langues étrangères de l'institut de langues de la Défense), le principal centre de formation pour les langues étrangères du département de la Défense. Le centre constitue aujourd'hui l'activité principal du Presidio.

### Article lié
- Presidio

### Liens et sources
- (en) « Histoire du Presidio de Monterey », City of Monterey Museums (consulté le 6 mai 2007)

- (en) Cet article est partiellement ou en totalité issu de l’article de Wikipédia en anglais intitulé « Presidio of Monterey, California » (voir la liste des auteurs).

1. ↑   vue satellite de la chapelle du Presidio Réál.
2. ↑   vue satellite du Defense Language Institute.